# Marquesado de Villaformada
El marquesado de Villaformada es un título nobiliario español creado el 24 de junio de 1731 por el rey Felipe V a favor del cántabro José Antonio de Alsedo y Campuzano, caballero de la Orden de Calatrava.

## Historia de los marqueses de Villaformada
- José Antonio de Alsedo y Campuzano (Mogro, 23 de febrero de 1680-Madrid, 30 de mayo de 1738), I marqués de Villaformada, caballero de la Orden de Calatrava, en 1715, miembro del Consejo Real y del Consejo de las Órdenes.[2] Era hijo legítimo de Fernando de Alsedo y Campuzano (1631-1700) y de María de Campuzano y Villegas (1651-1731), hermana de Francisco de Campuzano y Villegas, colegial mayor de San Ildefonso en la Universidad de Alcalá de Henares, su rector y hermana por parte de padre de Antonio de Campuzano y de la Riva-Herrero, I conde de Mansilla y regente de la Real Audiencia de México.[2]

Contrajo matrimonio en Madrid, el 30 de agosto de 1708, con María Josefa Gómez Castel Girón y Ros Medrano (1686-1737), hija de Juan Antonio Gómez de Ribera y de Ana Josefa Castel Ros de Medrano. Sucedió su hijo:
- Tomás José de Alsedo Campuzano y Gómez (Valencia, 25 de septiembre de 1715-Valencia, 1741), II marqués de Villaformada,[3] caballero de la Orden de Santiago en 1737, procurador síndico general por el estado de hijosdalgo de Mogro y capitán de dragones del regimiento de Numancia en 1737.[3]

Sin descendencia, sucedió su hermano:
- José de Alsedo Campuzano y Gómez (m. Barcelona, 1752), III marqués de Villaformada, alférez y teniente de las Reales Guardias Españolas de Infantería.[3]

Soltero, sin descendencia, sucedió su sobrina, hija de Antonio de Bustamante Bergaño y de su segunda esposa María Josefa de Alsedo Campuzano y Gómez.
- María Antonia de Bustamante y Alsedo (Santander, 2 de marzo de 1736-Santander, 12 de junio de 1806), IV marquesa de Villaformada[3] y VI marquesa de Villatorre.

Casó en primeras nupcias con su tío carnal, Fernando de Bustamante y Bergaño, padres de tres de tres hijos. Contrajo un segundo matrimonio con Francisco de Alsedo y Agüero, padres de, entre otros, Francisco de Alsedo y Bustamante, héroe que falleció en la batalla de Trafalgar en 1805. Cedió el título a su tío que la sucedió en 1758:
- José Remigio de Alsedo y Agüero (Mogro, 29 de agosto de 1700-Cádiz, enero de 1765), V marqués de Villaformada,[7] caballero de la orden de Calatrava en 1741,[6] fiscal de la Real Audiencia de la Contratación (1735) y miembro del Consejo de Indias (1746). Era hijo de Juan Antonio de Alsedo y Campuzano (1674-1720), hermano del primer marqués de Villaformada, y de Isabel de Agüero y Palazuelos.[7]

Contrajo matrimonio en Madrid, el 7 de febrero de 1736, con Gertrudis Herrera Navarro (n. Cádiz, 1715), hija de Francisco Manuel de Herrera, fiscal de la Casa de la Contratación, y de María Gertrudis de Navarro y Párraga. Sucedió su hijo:
- Pascual de Alsedo y Herrera (baut. Cádiz, 1 de marzo de 1745), VI marqués de Villaformada,[8] caballero de la Orden de Alcántara en 1754 y teniente de fragata de la Real Armada.[8]

Rehabilitado en 1917 por
- Francisco de Paula de la Cueva y Pérez (m. 1952), VII marqués de Villaformada. Le sucedió, en 1953:

- Agustín Enrile y Ruiz de Alcalá (Madrid, 13 de noviembre de 1895-1973), VIII marqués de Villaformada[9] y III marqués de Casa Enrile. Era hijo de Pascual Enrile y García Ezpeleta, II marqués de Casa Enrile, y de María Josefa Ruiz de Alcalá y Hernández de Ariza.[10]

Casó con María del Pilar Corsini y Marquina. Le sucedió, en 1980, su hijo:
- Agustín Enrile  Corsini (m. 1 de mayo de 2024[1]), VIII marqués de Villaformada.[11]

Casó en primeras nupcias con María Taub y Medina, en segundas con Carola Sánchez Montes y en terceras nupcias con Ana María Arrate Mendizábal.